# أمراض القدم

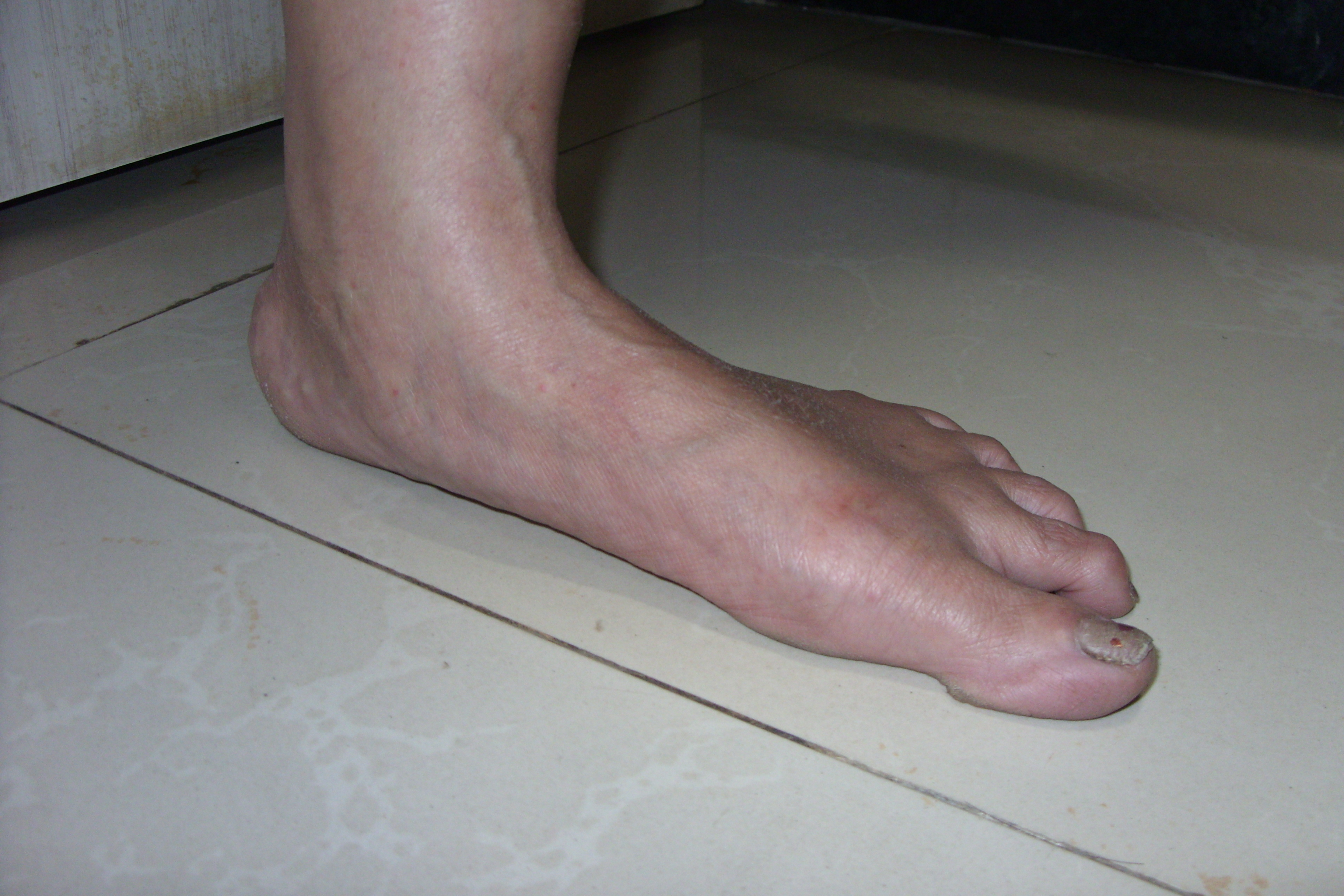
امرأة تبغ من العمر 55 عاما تعاني من التهاب المفاصل والركبة

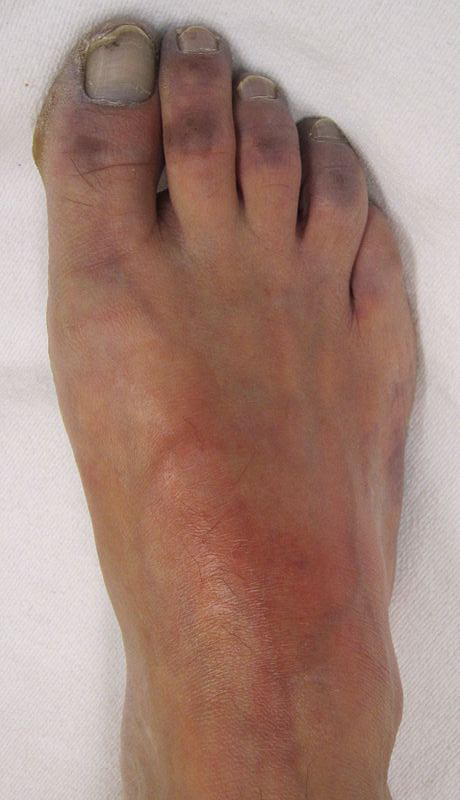
نقص تروية الأوعية الدموية في أصابع القدم مع زرقة

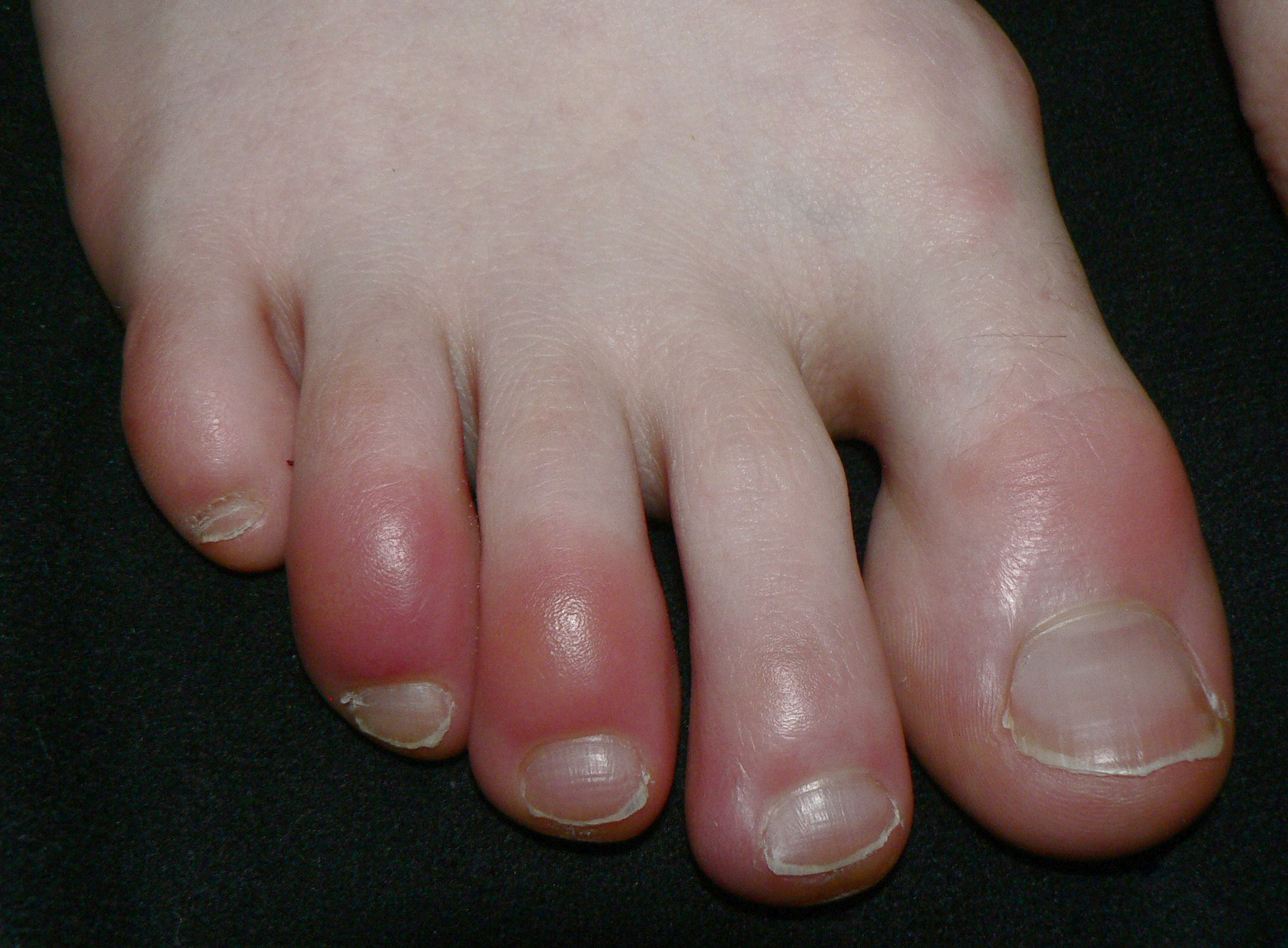
تورم الأصابع ، وتسمى أيضا الشرث

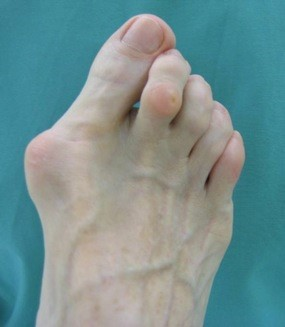
الوكعة واصابع القدم المطرقيه

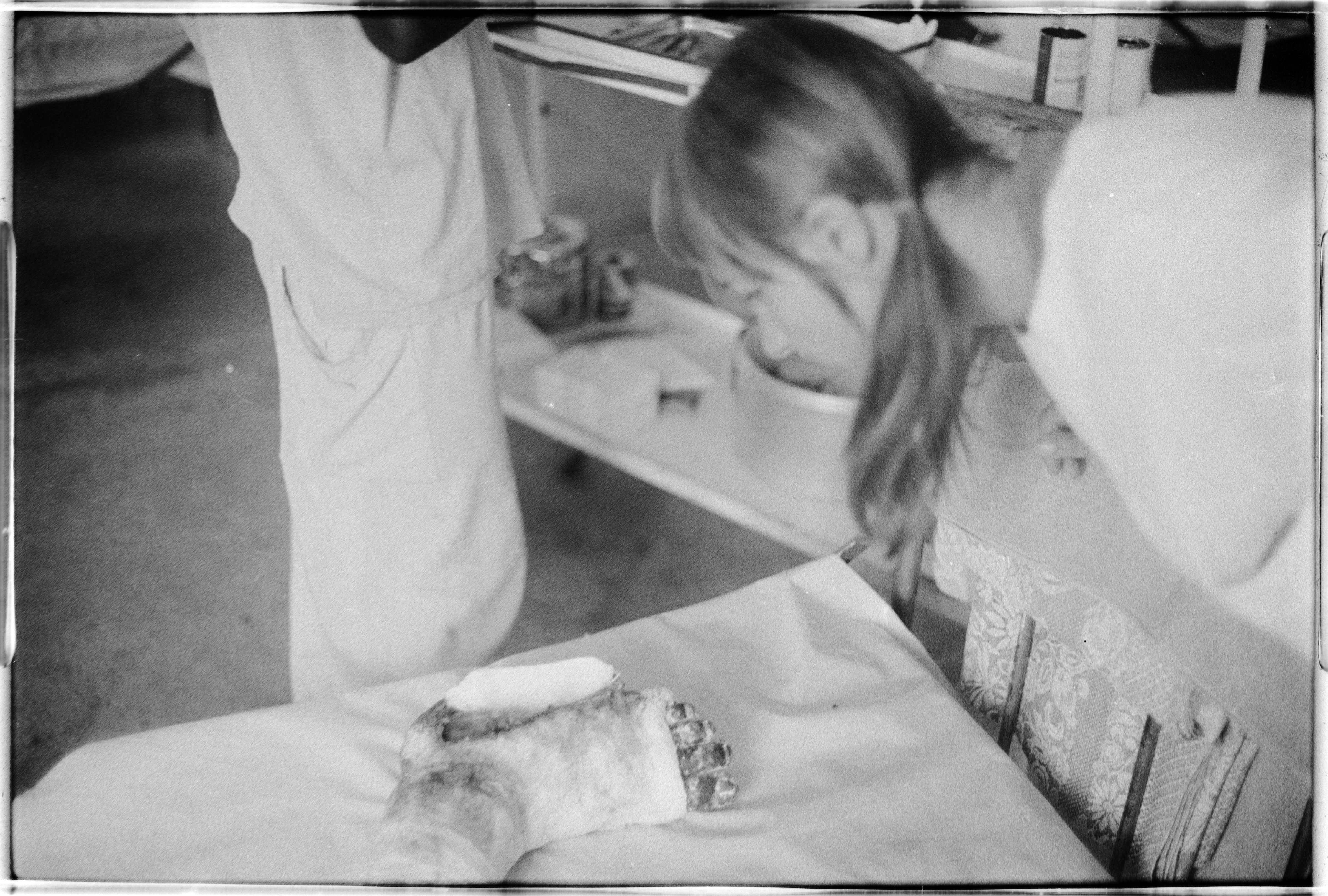
احدى امراض القدم في مستشفى زيغينكور بالسنغال 1973م

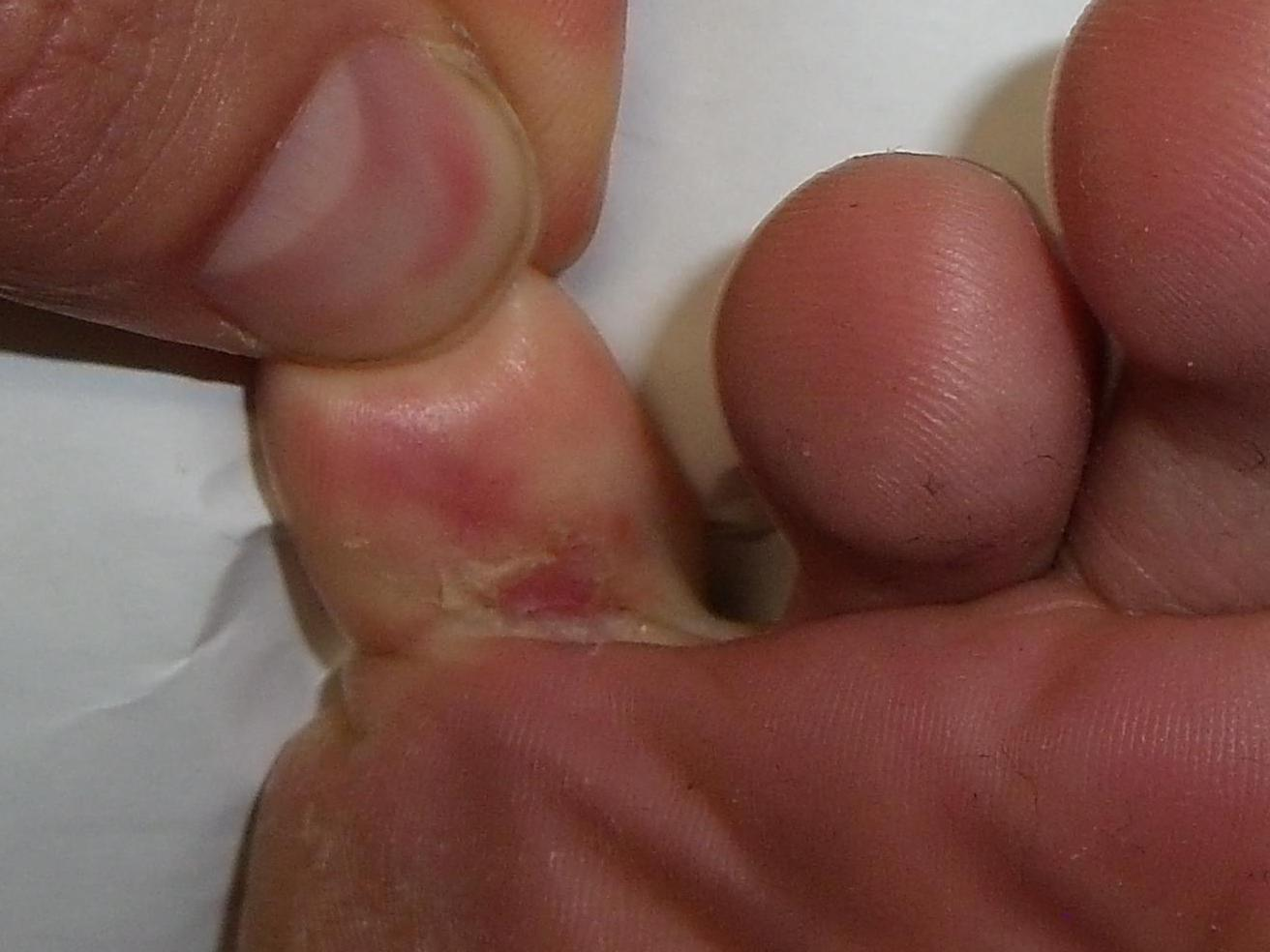
سعفة القدم ، عدوى فطرية

امراض القدم بشكل عام ليست محدودة، وقد تظهر في جزء آخر من الجسم .ومع ذلك، غالبًا ما تكون القدم هي أول مكان تظهر فيه بعض الأمراض والأعراض والعلامات؛ وذلك بسبب المسافة بين القدم والدورة الدموية المركزية والقلب وتعرضه المستمر للضغط من الأرض ووزن الجسم.
قد تبدو القدم بسيطة ولكنها بنية معقدة بها 26 عظمة و 33 مفصل والعديد من العضلات والأعصاب وأنواع الأربطة المختلفة علاوة على ذلك يمكن أن يتأثر أي جزء في القدم. بعض اضطرابات القدم قد يصاحبها ألم طفيف، لكن اضطرابات القدم الأخرى يمكن أن تكون خطيرة للغاية وتحد من القدرة على المشي أو تحمل الوزن. تستجيب معظم حالات آلام القدم الطفيفة  لعلاجات الرعاية المنزلية إلا في حالة وجود ألم شديد لأنها حالة معيقة وعادة ما تحتاج إلى نوع آخر من العناية الطبية. إذا لم يتم علاج آلام القدم فور اكتشاف الإصابة، فقد يؤدي ذلك إلى إعاقة طويلة الأمد واستمرار تلف القدم.

## الأسباب
السبب الأكثر شيوعًا لألم القدم هو ارتداء احذية غير ملائمة وغالباً ما ترتدي النساء أحذية ضيقة غير مريحة وبالتالي تكون أكثر عرضة لمشاكل القدم. غالبًا ما تسبب الأحذية الضيقة اكتظاظ أصابع القدم وتؤدي إلى مجموعة متنوعة من العيوب الهيكلية. السبب الآخر الأكثر شيوعًا لأمراض القدم هو كثرة التعرض للإصابات المؤلمة.

## التشخيص
الفحص بأشعة الرنين المغناطيسي أو التصوير بالموجات فوق الصوتية لمعاينة الأنسجة الرخوة والأوعية الدموية قد يكون مطلوب إلى جانب الفحص البدني. يمكن أن تساعد الاستبيانات الموحدة وأنظمة القياس، مثل استبيانات القدم والكاحل الخاصة بجمعية العظام الأمريكية (AOFAS) ، في استخلاص التاريخ والفحص البدني اللازم لإجراء تشخيص دقيق لحالة القدم والكاحل.

## الجلد والأظافر
غالبًا ما يكون هناك فرق بين حالات الجلد الظهري والأخمصي. ومن الأمثلة الشائعة: «الكالس» الجلد السميك، والالتهابات الفطرية للجلد (فطر القدم ) أو الأظافر ( التهاب الظفر الفطري ) ، والعدوى الفيروسية ثؤلول، وأظافر القدم التي قد تسبب التهابات الأظافر البكتيرية (الداحس).
مسامير القدم والدُشبذات (الكالو): هي طبقات سميكة من الجلد تنمو على القدم لحماية الجلد الأساسي من الضغط والاحتكاك. تعد مسامير القدم والدُشبذات  شائعة جدًا وقبيحة وتحتاج مسامير  القدم والدُشبذات بشكل عام إلى العلاج فقط إذا تسببت في مشاكل. بالنسبة لمعظم الناس، أفضل علاج هو القضاء على مصدر الاحتكاك أو الضغط .
ظفر القدم الغائر:  هو اضطراب يبدأ فيه الظفر ينمو داخل اللحم اللين من إصبع القدم ويسبب احمرار شديد وألم وتورم. يصيب ظفر القدم الغائر عادةً إصبع القدم الكبير. أفضل علاج لأظفر القدم الغائر هو إزالة الظفر جزئيًا أو كليًا.

## أمراض القدم المصابة بالتهاب المفاصل
غالبا ما تظهر حالات التهاب مفاصل القدم بشكل مختلف عن التهاب المفاصل في مناطق الجسم الأخرى. يحدث التهاب وتر أخيل من الضغط على عضلات الساق ووتر العرقوب. غالبًا ما يصاب هذا الوتر القوي بالتهاب أثناء ممارسة الرياضة مثل كرة السلة وقد يتهيج الوتر ويسبب ألمًا يُحتمل. عندما يعالج على الفور، يخف ألم التهاب الأوتار. في بعض الأحيان، يمكن أن يتمزق وتر العرقوب إذا اُستنزف، وعندما يتمزق وتر العرقوب، قد يشعر المرء فجأة بفرقعة وألم حاد. قد يجعل وتر العرقوب المشي مره أخرى مستحيلًا.
غير طبيعية تتكون على إصبع القدم الكبير وتبرز للخارج . هذا التشوه مؤلم وقبيح. عندما يتضخم إصبع القدم الكبير في القاعدة، يمكن أن يجبر أصابع القدم الأخرى على الازدحام وبمرور الوقت، يتجه إصبع القدم الكبير إلى الخارج ويغير الشكل الطبيعي للقدم. تحدث الوكعات لعدة أسباب  ولكن الأكثر شيوعًا هو عدم ارتداء الأحذية المناسبة والتهاب المفاصل والعيوب الهيكلية والوراثية المختلفة.
القدم المسطحة (القدم المستوية ) تعني أن القوس الموجود داخل القدم مسطح وهو اضطراب شائع وغير مؤلم يحدث عند الولادة أو بعد الحمل وعادة لا تسبب القدم المسطحة مشاكل ولكنها قد تتسبب في بعض الأحيان في دوران القدم للداخل (الكب). هناك نعال للأحذية التقويمية ( مِقوام القدم) تساعد على تقويم القدم المسطحة. الجراحة غير فعالة لتقويم القدم المسطحة ويجب تجنبها.
إصبع القدم المطرقية قد تبدو  قبيحة وتكشف عن إصبع ملتوي بسبب انحناء في المفصل الأوسط من إصبع القدم. تحدث أصابع القدم المطرقية بشكل أساسي لأن مقدمة الحذاء ضيقة جدًا  أو أن الكعب مرتفع جدًا. في مثل هذه المواقف، يكون إصبع القدم أمام مقدمة الحذاء مُنهك  وينتج عنه تحول غير طبيعي. تخفيف الألم والضغط وتغيير الحذاء  أو ارتداء نوع من الحذاء مناسب لمعظم الناس.
غالباً ما يسبب النقرس الألم والطراوة  في قاعدة إصبع القدم الكبير وفي معظم الوقت النساء أكثر عرضة للإصابة بالنقرس بعد انقطاع الطمث. نوبة النقرس الحادة مؤلمة بشدة وتجعل المشي على الأقدام مستحيل. النقرس هو في الأساس اضطراب ناتج عن ترسيب بلورات حمض اليوريك في مفصل القدم .
التهاب اللفافة الأخمصية  من أكثر الأسباب شيوعًا  للألم الكعب. تلتهب الأربطة الليفية السميكة في أسفل الكعب وتسبب ألمًا شديدًا. يحدث الألم لحظة نهوضك من السرير وبعد بضع ساعات، يخف الألم ولكن يمكن أن يعود بعد فترات طويلة من الوقوف. يُعد التهاب اللفافة الأخمصية أكثر شيوعًا في العدَّائين، والناس الذين يعانون من زيادة الوزن، والنساء الحوامل، وأولئك الذين يرتدون الأحذية بدون دعم كافي. يشمل علاج هذا الاضطراب المؤلم التحكم في الألم وحقن الستيرويد وارتداء الأحذية المناسبة والراحة .

## تخفيف الألآم
في بعض الحالات، يمكن علاج أمراض القدم والحالات المؤلمة. يرطب الغشاء الزليلي الغضروف في الكعب ويمكن أن يخفف الألم بسرعة، تبدو رائحة جل الغشاء الزليلي قويه مثل البول، مما يُنفر بعض مستهلكيه منه، ولكن هذا لا يحدث إلا بعد انتهاء الصلاحية. يمكن أن تعمل مخففات الدم أيضًا، ولكن يعتبرها الممارسون الطبيون مسكنات سيئة نظرًا لأنها يمكن أن تسبب الصداع وفي بعض الحالات تزيد من آلام القدم بعدئذ.

## اضطرابات الأوعية الدموية
قد يؤدي تقييد تصلب الشرايين إلى الإمداد الشرياني في مرض انسداد الشريان المحيطي إلى تقرحات مؤلمة في الشرايين في الكاحل والقدم، أو يؤدي إلى ظهور غرغرينا في أصابع الكاحل والقدم ايضاً قد يؤدي عدم الحركة لدى الشخص إلى الضغط المطول على الكعب مما يسبب تقرحات الضغط.
قد يؤدي التصريف الوريدي الضعيف من القدم في الدوالي بالتسلسل إلى تغير لون الهيموسيديرين البني إلى الكاحل والقدم، والتهاب الجلد الدوالي الراحل وأخيراً القرحة الوريدية. 
تشمل الاضطرابات الأخرى للقدم التهاب المفاصل في المفاصل، والاعتلال العصبي المحيطي والثآليل الأخمصية.